# Stefan Lövgren
Stefan Lövgren (Partille, 21 de diciembre de 1970) fue un jugador de balonmano sueco que jugaba en la primera línea tanto de central como de lateral izquierdo. Fue uno de los componentes de la Selección de balonmano de Suecia con la que disputó 268 partidos internacionales en los que anotó un total de 1.138 goles. 

## Redbergslids IK
Comenzó su carrera en el Verein Skepplanda BTK, club al que entró a formar parte en 1977 y donde permanecería hasta 1990, año en el que ficharía por el Redbergslids IK, que aunque era el club de balonmano más importante de Suecia, se había visto superado por el HK Drott Halmstad en la temporada 1989/90, y que ese mismo verano había perdido a su máxima estrella, Magnus Wislander, que había fichado por el THW Kiel.
En Göteborg coincidiría con varios de los componentes de la selección sueca, como Peter Gentzel, Jerry Hallbäck, Martin Frändesjö o Ljubomir Vranjes. Con ellos recuperaría el Redbergslids IK la hegemonía en el balonmano sueco, ganando 5 títulos de liga en las ocho temporadas que permaneció allí.

## TV Niederwürzbach
Ya con el rango de estrella internacional adquirido en parte con sus actuaciones con la selección sueca, y tras proclamarse campeón de Europa en 1998, dejaría Suecia rumbo al balonmano alemán para enrolarse en las filas del TV Niederwürzbach, donde a pesar de coincidir en la plantilla con jugadores de primer nivel mundial como Nedeljko Jovanović, Andrey Lavrov, Christian Schwarzer, Stéphane Joulin o François-Xavier Houlet, no conseguirían más que una decepcionante octava posición en la clasificación de la Bundesliga, en los que Lövgren anotaría un total de 152 goles en los 29 encuentros que disputó. 
En 1999 se proclamaría campeón del mundo con la selección sueca, campeonato que le encumbró como uno de los mejores jugadores del mundo al ser designado como Mejor Jugador de dicho campeonato, siendo además el tercer máximo goleador del mismo con 46 goles, 6 de ellos conseguidos en la final ante Rusia.
Los problemas extradeportivos del club, que acabaría siendo descendido administrativamente, le liberaron permitiéndole fichar por el mejor club alemán del momento, el THW Kiel.

## Equipos
- Redbergslids IK (1990-1998)
- TV Niederwürzbach (1998-1999)
- THW Kiel (1999-2009)

## Palmarés
- Liga de Suecia 1993, 1995, 1996, 1997, 1998
- Copa de Suecia 1996, 1997, 1998
- Bundesliga 2000, 2002, 2005, 2006, 2007, 2008, 2009
- Copa de Alemania 2000, 2007, 2008, 2009
- Copa EHF 2002, 2004
- Supercopa de Alemania 2005, 2007, 2008
- Liga de Campeones 2007

## Méritos y distinciones
- Mejor jugador del Campeonato del Mundo de Balonmano 1999
- Mejor jugador del Campeonato del Mundo de Balonmano 2001
- Mejor lateral izquierdo del Campeonato Europeo de Balonmano 2002